# André-Joseph Dubois
Pour les articles homonymes, voir Dubois.
André-Joseph Dubois (né à Liège en 1946) est un écrivain belge de langue française.

## Biographie
André-Joseph Dubois a publié en 1981 un roman intitulé L’Œil de la mouche (Balland, Paris, 1981; réédition, Espace Nord, Bruxelles, 2013). Ce roman, salué par la presse de l'époque, expose l’aliénation d’un fils d’ouvrier cherchant à se démarquer de son milieu d’origine par l’adoption des codes culturels bourgeois (en premier lieu la langue et la littérature), sans parvenir à s’intégrer à ce monde, dont il restera à tout jamais étranger. L’auteur y travaille ainsi les clivages en Wallonie selon les distinctions de Pierre Bourdieu (dont un passage est cité en exergue), et notamment ceux qui se marquent dans la langue.
En 1983, il publie un deuxième roman rompant avec le classicisme apparent de L'Œil de la mouche par une écriture ostensiblement "baroque": Celui qui aimait le monde (Balland, Paris, 1983). 
Ces deux romans ont marqué une certaine approche de la Wallonie dans les années 1980[précision nécessaire]. 
Malgré des critiques parfois élogieuses, André-Joseph Dubois arrête de publier après la sortie de Celui qui aimait le monde, sans explication apparente. Il ne fait son retour à la littérature qu'à partir de 2012, en publiant chez l'éditeur belge Weyrich Les Années plastique.
C'est chez cet éditeur qu'il publie ses textes suivants: Le Sexe opposé (2013), Ma Mère, par exemple (2014), Quand j'étais mort (2017), Le Septième Cercle (2020) et Vie et mort de saint Tercorère le Maudit (2023).
Il a signé le Manifeste pour la culture wallonne en 1983 et a reçu deux fois le Prix Félix Denayer de l'Académie royale de langue et de littérature françaises de Belgique, pour L’Œil de la mouche, en 1981, et pour Ma Mère, par exemple, en 2014.